# Tubbercurry
Tubbercurry (Iers: Tobar an Choire) is een plaats in het Ierse graafschap Sligo. De plaats telt 1.171 inwoners. De naam betekent bron van de rots.